# 2009年重庆同华煤矿爆炸事故
2009年重庆同华煤矿爆炸事故是2009年5月30日11时发生于重庆市綦江区同华煤矿的一起瓦斯爆炸事故。事故发生时有 131 名矿工正在井下作业。30人死亡，77人受伤。